# Wojna polsko-ruska
Wojna polsko-ruska – polski film z 2009 r., wyreżyserowany przez Xawerego Żuławskiego na podstawie powieści Doroty Masłowskiej wojna polsko-ruska pod flagą biało-czerwoną (2003).

## Fabuła
Akcja filmu obejmuje kilka dni i rozgrywa się współcześnie w dużym polskim mieście. Głównym bohaterem jest dresiarz „Silny” (Borys Szyc): niepracujący i nieuczący się młody mężczyzna, popadający często w konflikty z prawem i zakochany w Magdzie (Roma Gąsiorowska). Związek nie układa się dobrze. „Silny” jest chorobliwie zazdrosny o Magdę, sam jednak nie stroni od kontaktów seksualnych z innymi kobietami. Magda jest blondynką chodzącą do solarium, ma obsesję na punkcie swojej rzekomej nadwagi i ceni dobre kosmetyki. Kocha „Silnego” i nienawidzi go zarazem, zwodzi i manipuluje nim. Korzysta z okazji by dobrze się zabawić i szuka bogatego faceta, z którym mogłaby wyjechać „do lepszych państw”. Oboje biorą narkotyki. Ich związek przypomina ciągłą szamotaninę.
Po awanturze w barze „Lewego” (Michał Czernecki) „Silny” spotyka w nocy „Gotkę” Andżelę (Maria Strzelecka), ubraną na czarno początkującą poetkę, dziewicę, pesymistkę, dla której „samobój to pikuś”. Andżela jest byłą dziewczyną Roberta, syna Zdzisława Sztorma, właściciela wytwórni piasku. Rano w domu pojawia się Natasza Blokus (Sonia Bohosiewicz), dobra znajoma „Silnego”, która będąc „na głodzie” przeszukuje dom, by znaleźć narkotyki, jednak zadowalają ją nawet zupki w proszku. Nata wpada na plan „oskubania” Zdzisława Sztorma, w którym ma pomóc Andżela.
"Silny” podąża śladem Magdy. Zjawia się na miejskim festynie, gdzie dziewczyna startuje w konkursie na miss. Nie może się do niej dostać, poznaje za to wolontariuszkę Alę, dziewczynę swojego kolegi Kacpra, pochodzącą z dobrego domu, z którą spędza popołudnie. W łazience mieszkania Ali połyka garść leków przeciwbólowych, po czym odurzony sika do klatki z papużkami, kradnie bezwartościowe drobiazgi i ucieka z mieszkania w damskim płaszczu.
Nieprzytomnego, krążącego miejskimi autobusami „Silnego” znajduje przypadkiem „Lewy”. W nocnym barze fast food obaj terroryzują ekspedientkę, wyłudzając colę i zabierając krótkofalówki. Zabawa ukradzionymi przedmiotami kończy się bijatyką obu dresiarzy i przewiezieniem na komendę policji. Tam w roli spisującej zeznania „Silnego” występuje Dorota Masłowska, w której głowie dzieje się cały film i która dowolnie wpływa na przebieg zdarzeń. Oszołomiony „Silny” po wyjściu uderza głową w mur i traci przytomność.
W szpitalu zjawia się Magda, jednak „Silny” umiera. Po śmierci trafia do piekła, które okazuje się studiem telewizyjnym, a on sam − gościem programu talk-show, którego widzowie oczekują emocji i pikantnych szczegółów.

## Realizacja

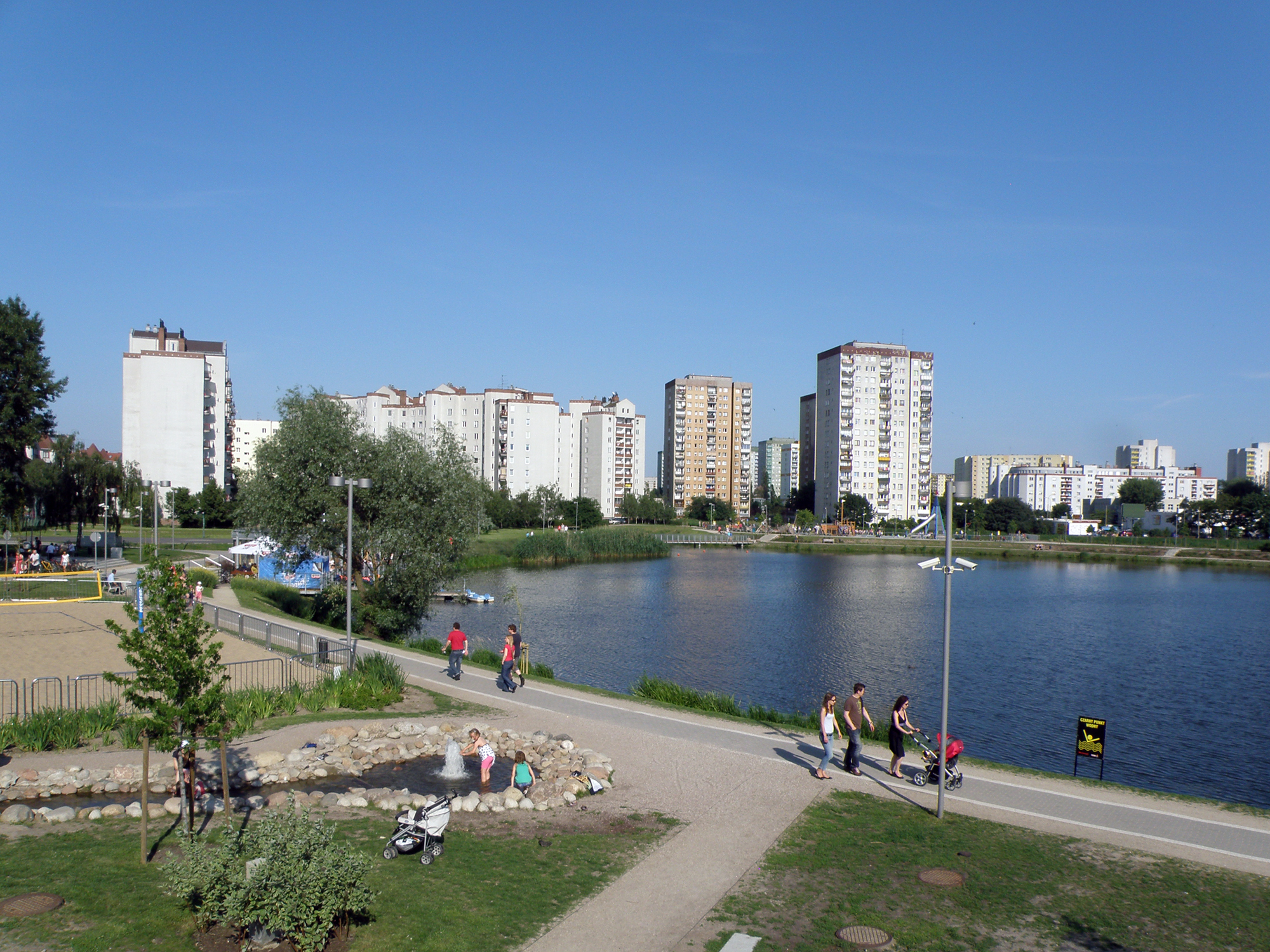
Jeziorko Balaton – miejsce realizacji scen rozgrywających się w trakcie festynu

Film nakręcono między 6 maja a 18 czerwca 2008 r. w plenerach Warszawy, Wejherowa, Sopotu i Gdyni. Sceny rozgrywające się w trakcie festynu zostały zrealizowane nad jeziorkiem Balaton na warszawskim Gocławiu.
Budżet Wojny polsko-ruskiej wyniósł ok. 4 mln złotych. Premiera filmu odbyła się 22 maja 2009 r.

## Obsada[2]
- Borys Szyc jako Andrzej Robakowski („Silny”)
- Roma Gąsiorowska jako Magda, dziewczyna „Silnego"
- Sonia Bohosiewicz	jako Natasza Blokus
- Maria Strzelecka jako Andżela
- Anna Prus jako Ala
- Bartłomiej Firlet jako Kacper
- Michał Czernecki jako „Lewy"
- Magdalena Czerwińska jako Arleta, koleżanka Magdy
- Ewa Kasprzyk jako mama „Silnego"
- Ireneusz Kozioł jako Tata „Silnego"
- Piotr „Vienio” Więcławski jako brat „Silnego"
- Dorota Masłowska jako Dorota Masłowska
- Xawery Żuławski

## Ścieżka dźwiękowa
Autorami muzyki do filmu są Jan Komar, Filip Kuncewicz, Liroy, Mateusz Łapot oraz Jarosław Karczmarczyk.
Na ścieżce dźwiękowej znalazły się ponadto następujące utwory:
- Scarlet zespołu Closterkeller (muzyka: Paweł Pieczyński, tekst: Anna Najman)
- Blondynka zespołu Focus (muzyka i tekst: Zbigniew Perkowski)
- Nóżki zespołu Focus
- List do M. zespołu Dżem (muzyka: Benedykt Otręba, tekst: Ryszard Riedel, Dorota Zawiesienko)
- Sołdat zespołu 5’nizza (muzyka i tekst: Sergiej Babkin, Andriej Zaporożec)
- Martwię się zespołu Molesta Ewenement, z gościnnym udziałem Ero i Pablopavo
- Wariatka z miasta Wariatkowa Liroya (muzyka: Mateusz Łapot, tekst: Liroy)

## Odbiór filmu
Film wzbudził w Polsce spore zainteresowanie i był szeroko komentowany w prasie. Recenzenci podkreślali udane przełożenie na język filmu „niefilmowej” powieści Masłowskiej, dość wierne książce („halucynacyjno-narkotykową eskapadę zamyka w filmie otwierający książkę epizod nadmorski” − zwraca uwagę Sebastian Jagielski).
Akcentowano oryginalność języka bohaterów. Ich mowa, pełna zapożyczeń z języka dresiarzy i blokersów, nie jest odtworzeniem, lecz raczej przetworzeniem brzmienia i rytmu tego języka. Jest emocjonalna, gorączkowa, wulgarna, często pozbawiona treści, opiera się na powtarzalności fraz, czerpie z reklam i komunikatów prasowych. W jednym z wywiadów na temat filmu Masłowska mówi o „powtarzaniu zamiast myślenia i mówienia” bohaterów, o ich języku „kompletnie obsesyjnym i zwyrodniałym, przyłapanym na pętleniu się, na bzdurze”. Także Xawery Żuławski zwraca uwagę na kreacyjność języka bohaterów: „To wspaniały język, zawiły, a przy tym zabawny − synteza naszego języka. Niby tak się nie mówi, a jednak jest to zasłyszane”. Gra aktorów jest dodatkowo wzmocniona wyrazistą mimiką (częste zbliżenia twarzy) i gestykulacją, co przywołuje skojarzenia z komiksem.
Zdaniem krytyka Tadeusza Sobolewskiego bohaterowie filmu „żyją w świecie kompletnie spłaszczonym, skazani na bycie konsumentami gotowych produktów sami stają się produktami”. Są „karmieni popkulturową papką, żyją wśród zdegradowanych, przeczących sobie wzajemnie idei, poglądów i wierzeń” („Jestem przeważnie lewicowy. Raczej się nie zgadzam na podatki i postuluję państwo bez podatków” − mówi o sobie „Silny”), z ich postaw przebija świadomość „całkowitego powszechnego upadku wszystkiego”.
Innym atutem Wojny polsko-ruskiej, często podnoszonym w recenzjach, jest atrakcyjna, nowoczesna forma. Według Sobolewskiego obraz Xawerego Żuławskiego ma „popkulturową tonację. Udaje kolorowy amerykański komiks, wideoklip, program rozrywkowy”. Film nie unika przerysowań, operuje groteską, a zwłaszcza kiczem, który Żuławski uważa za pełnowartościowy sposób mówienia o świecie: „Nie znam granicy kiczu, nie wiem, gdzie ona leży”. Paweł T. Felis pisze, że w efekcie powstał „nie paszkwil na dresiarską mentalność, ale obraz zaśmieconej mentalności polskiej”. Dalej idzie Małgorzata I. Niemczyńska, która uważa, że powstało coś więcej niż satyryczny obraz polskiego zaścianka − jej zdaniem film zmienia się w „niepokojącą opowieść o tajemnicy istnienia”.
Zwracano też uwagę na wyeksponowaną w filmie umowność świata przedstawionego. Zabieg ten został osiągnięty poprzez umieszczenie w środku wydarzeń samej pisarki. Wszystko co się dzieje na ekranie, istnieje już na maszynie do pisania „Masłoskiej”, bohaterowie filmu nie mogą zrobić nic bez jej wiedzy. Z tą prawdą zderza się główny bohater, „Silny” − w scenie na komisariacie bezwolny jak marionetka.
Najwięcej entuzjazmu wzbudziła gra aktorska. Chwalono wielu aktorów, szczególnie jednak Borysa Szyca za udźwignięcie trudnej roli głównej. Wśród aktorów występujących w rolach drugoplanowych najwięcej pochwał zebrała gra Soni Bohosiewicz.
Elementem najczęściej krytykowanym była wątła fabuła, która szwankuje szczególnie w końcówce. Anna Kilian nazywa styl Xawerego Żuławskiego „trochę histerycznym i manierycznym”, Łukasz Muszyński dodaje do tych dwóch określeń trzecie − „pretensjonalny”, zarzucając filmowi „przydługie dialogi”.